# Senda prohibida
Senda prohibida est une telenovela mexicaine diffusée en 1958 par Canal 4 (Telesistema Mexicano).

## Distribution
- Silvia Derbez : Nora
- Francisco Jambrina
- Dalia Iñiguez
- Héctor Gómez
- Bárbara Gil
- Julio Alemán
- Augusto Benedico
- María Idalia
- Luis Beristain
- Alicia Montoya
- Jorge Lavat
- Miguel Suárez
- Beatriz Sheridan
- Rafael Banquells
- María Antonieta de las Nieves : Dalia

## Autres versions
- Senda prohibida est une histoire original de Fernanda Villeli.

### Cinéma
- Senda prohibida (1961), avec Lilia Prado comme Nora, Le film a été dirigé par Alfredo B. Crevenna.

### Télévision
- Amor prohibido (1979), adaptation de Fernanda Villeli, dirigée par Alfredo Saldaña, produit par Ernesto Alonso pour Televisa ; avec Claudia Islas.